# مات هاسي
مات هاسي (بالإنجليزية: Matt Hussey)‏ هو لاعب هوكي الجليد أمريكي، ولد في 28 مايو 1979 في نيو هيفن في الولايات المتحدة.

## وصلات خارجية
- مات هاسي على موقع دوري الهوكي الوطني (الإنجليزية)
- مات هاسي على موقع الدوري الأمريكي لهوكي الجليد (الإنجليزية)
- مات هاسي على موقع EliteProspects.com (الإنجليزية)
- مات هاسي على موقع Eurohockey.com (الإنجليزية)
- مات هاسي على موقع HockeyDB.com (الإنجليزية)
- مات هاسي على موقع Hockey-Reference.com (الإنجليزية)